# Bougainvillea
Bougainvillea is een geslacht uit de familie Nyctaginaceae. Soorten en kruisingen uit het geslacht worden toegepast als tuin- en kamerplant.
Er zijn circa 15 soorten, afkomstig uit de tropen en subtropen van Zuid-Amerika, vooral Brazilië. Ze zijn in de eerste helft van de 19de eeuw in Europa ingevoerd. Vooral in de landen rond de Middellandse Zee en in Afrika tieren ze welig.
Deze planten zijn heester- of kruidachtig, groenblijvend of bladverliezend, meest klimmend. In de vrije natuur worden ze tot 4 m hoog. Ze hebben bedoornde twijgen en onaanzienlijke bloempjes. De bloemen zijn omgeven door opvallend gekleurde, papierachtige schutbladeren die lang aan de plant blijven zitten.
Bougainvillea werd voor het eerst gevonden in de tweede helft van de 18e eeuw, tijdens een expeditie waarover de Franse zeevaarder Louis Antoine de Bougainville de leiding had.

## Enkele planten van dit geslacht
- Bougainvillea buttiana
- Bougainvillea glabra
- Bougainvillea peruviana
- Bougainvillea spectabilis
- Bougainvillea spinosa

## Afbeeldingen

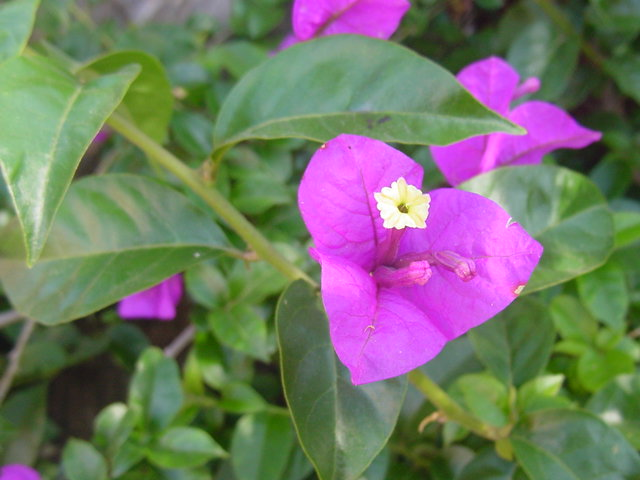
Paarse schutbladen
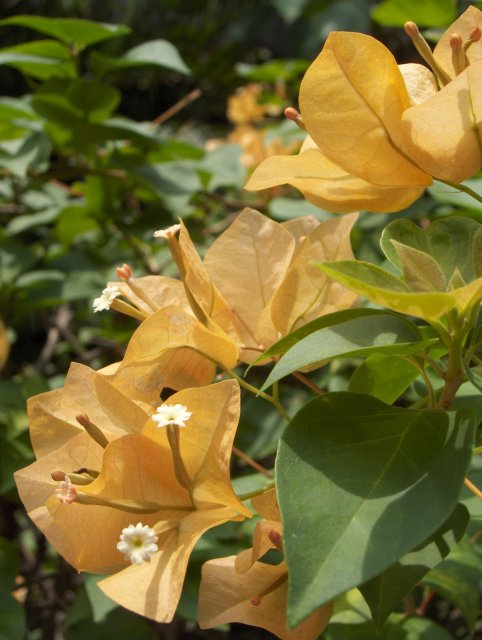
Gele schutbladen